# جود سعيد
جود سعيد (24 نوفمبر 1980)، مخرج ومؤلف سوري. يحمل شهادة الماجستير في الإخراج السينمائي من جامعة لويس لوميير في ليون بفرنسا. أول أفلامه كان فيلم قصير بعنوان (مونولوج) بعام 2007..

## أعماله

### تمثيل
- (2015) أنا وأنت وأمي وأبي.

### تأليف
- (2013) صديقي الأخير
- (2014) مطر حمص
- (2017) درب السما

### إخراج

#### مسلسلات
- أحمر (2016)
- خريف العشاق (2021)

#### أفلام
- مرة أخرى (2009)
- صديقي الأخير (2013)
- مطر حمص (2014)
- بانتظار الخريف (2015)
- رجل وثلاثة أيام (2016)
- درب السما (2017)
- نجمة الصبح (2021)
- رحلة يوسف (2022)

## روابط خارجية
- جود سعيد على موقع IMDb (الإنجليزية)
- جود سعيد على موقع قاعدة بيانات الأفلام العربية